# Maria Helena Novaes Mira
Maria Helena Novaes Mira (Rio de Janeiro, 13 de julho de 1926 – 16 de setembro de 2012) foi uma psicóloga e educadora brasileira. Professora emérita da Pontifícia Universidade Católica do Rio de Janeiro, introduziu a cadeira de Psicologia Escolar e Problemas de Aprendizagem nesta instituição.

## Biografia
Maria Helena nasceu na cidade do Rio de Janeiro, em 1926, mas se criou na cidade de São Paulo, dos 7 até os 15 anos. Excelente aluna e com notas suficientes, ela concluiu rapidamente o ensino médio e ingressou aos 16 anos na Universidade Santa Úrsula para cursar Letras Neolatinas na Faculdade de Filosofia e Letras da instituição em 1946. Enquanto cursava a disciplina de didática no Curso de Museus Histórico e Artístico, surgiu o interesse pela psicologia. Para aprofundar seus estudos na área, passou seis meses viajando pela Europa, visitando vários centros de arte em Portugal, Espanha, França, Itália e Suíça.
De volta ao Brasil, ingressou em um curso recém-criado, o de Terapia Ocupacional, na Associação Brasileira de Educação, onde teve aulas de anatomia, biologia e psicologia para habilitar profissionais na área de reabilitação. Fez vários estágios em hospitais do Rio de Janeiro e visitas a centros de reabilitação nos Estados Unidos e no Canadá.

## Carreira
Na época não havia um curso de formação específico para psicologia, então Maria Helena teve uma formação bastante diversa. Em 1957, especializou-se em Psicologia do Desenvolvimento pelo Instituto de Seleção e Orientação Profissional da Fundação Getúlio Vargas (ISOP/FGV). Lá pode desenvolver trabalhos específicos relacionados ao diagnóstico e aconselhamento psicológico, com pesquisas no Campo da Psicologia Aplicada.
No final da década de 1950, retornou à Europa para uma especialização em Psicologia Infantil, na Universidade de Genebra, onde trabalhou com alguns dos grandes nomes da área da psicologia do desenvolvimento, como Bärbel Inhelder e Jean Piaget. De volta ao Brasil depois de uma temporada de estudos em Paris foi convidada pelo Pe. Antonius Benkë, Diretor do Instituto de Psicologia Aplicada da Pontifícia Universidade Católica do Rio de Janeiro (PUC-RJ) para ser docente e pesquisadora da instituição.
Pela PUC, sob orientação do professor Haroldo Rodrigues, defendeu seu doutorado em psicologia sobre a criatividade em crianças, em 1968. Dez anos depois retornaria a Paris para um pós-doutorado na Universidade de Paris. No Brasil, atuou com profissionais fundadores da Associação Brasileira Beneficente de Reabilitação (ABBR). Com o apoio do British Council, Maria Helena visitou a Inglaterra, aperfeiçoando-se em Reabilitação Profissional para jovens e adultos. De volta ao Brasil, criou o Serviço de Psicologia, na ABBR, onde deu aulas de Psicologia na Escola de Formação de Fisioterapeutas e Terapeutas Ocupacionais durante 20 anos.
Entre 1955 a 1966, foi membro da equipe pioneira do Gabinete de Psicologia da Escola Guatemala, idealizada por Anísio Teixeira, no Instituto Nacional de Estudos e Pesquisas Educacionais Anísio Teixeira (INEP), onde também criou o Serviço de Orientação Psicopedagógica. Valorizava a pesquisa acadêmica e a docência em igual valor, tornando-se referência na área para colegas e estudantes de graduação e pós-graduação. Orientava escolas a valorizar as capacidades e talentos dos estudantes, o conhecimento, as artes, cultura e esporte.
| “ | Só ajuda alguém a crescer aquele que está aberto para aprender; só educa verdadeiramente quem vê diante de si uma trajetória de realizações criativas, buscando sempre se renovar, demonstrando o seu profundo respeito pelo outro e pela própria vida. | ” |

Estudou a criatividade e a superdotação em crianças e foi fundamental na criação da Associação Paulista para Altas Habilidades/Superdotação, exercendo a presidência, por duas gestões. Participou da elaboração dos processos de atendimento dos superdotados no Brasil. Em seus últimos anos, dedicou-se aos estudos da terceira idade e à ativação cerebral do idoso, criando o Programa PAC (Programa de Ativação Cerebral) que consiste em exercícios informais e agradáveis, sobre memória, raciocínio, criatividade, entre outras habilidades a serem preservadas na vida do idoso.

## Morte
Maria Helena morreu em 17 de setembro de 2012, aos 86, na cidade do Rio de Janeiro, após um infarto. Ela foi velada na igreja do Sagrado Coração, na PUC-Rio, na Gávea. Viúva, não deixou filhos.

## Livros
- Psicologia Escolar. Petrópolis: Editora Vozes, 1970. 357p.
- Psicologia Aplicada A Reabilitação. Editora Imago, 1976. Rio de Janeiro, 1976. 195p.
- Adaptação Escolar. Petrópolis: Editora Vozes, 1976. 111p
- Psicologia do Ensino-Aprendizagem. Petrópolis: Editora Vozes, 1977. 198p.
- Desenvolvimento Psicológico do Superdotado. São Paulo: Editora Atlas, 1979. 176p.
- Psicologia Pedagógica. Rio de Janeiro: Editora Achiamé, 1982. 195p.
- Psicologia da Criatividade, São Paulo. Rio de Janeiro: Atlas, 1986. 166p.
- Programa Educativo de Estimulação Integral para o Desenvolvimento de Crianças Bem-dotadas na Rocinha. ABSD, 1991.
- Psicologia para Criança Entender. ABSD, 1991.
- Psicologia da Educação e Prática Profissional. Petrópolis, Ed. Vozes, 1992. 120p.
- Psicologia da Terceira Idade: Conquistas Possíveis e Rupturas Necessárias: Psicologia da Terceira Idade. Rio de Janeiro: NAU, 1995. 176 p.
- AS CONTRIBUIÇÕES DA UNIVERSIDADE E OS NOVOS PARADIGMAS DA CIÊNCIA, CULTURA. SUBJETIVIDADE, VI Simpósio de Pesquisa e Intercâmbio Científico - ANPEPP, Teresópolis - RJ, BRASIL, v. 001, n., pp. 74-74, Publicado (autores: NOVAES, M.H.M.; ), 1996.
- Psicologia de La Aptitud Creadora. Buenos Aires: Editora Kapelusz, 1996
- Superdotados, Desafio Constante da Sociedade. Rio de Janeiro: NAU, 1997. 176p
- Talento e superdotação, Departamento de Psicologia, PUC-Rio, Rio de Janeiro, Brasil, 1997, Publicado. Rio de Janeiro: 1997. 65p.
- A redescoberta do eu na perda, C3Studio, Rio de Janeiro, Brasil, 1998, Publicado. 001. Ed. Rio de Janeiro: C3Studio, 1998. v. 001. 130p
- Educação, cultura e potencial humano, Rio de Janeiro: Papel&Virtual, 1999. 88p
- Compromisso ou alienação frente ao próximo século. Rio de Janeiro: NAU Editora, 1999. 189 p
- Programa de Ativação Cerebral Criativa. Departamento de Psicologia. PUC-Rio: Rio de Janeiro, Brasil, 2002
- Criatividade na construção da ética solidária. Rio de Janeiro: Neam - Puc-Rio, 2003
- Trocas Intergeracionais e Criatividade. Rio de Janeiro: Pós Graduação de Psicologia PUC-Rio, 2003
- As gerações e lições de vida: aprender em tempo de viver. Rio de Janeiro: Ed. PUC-Rio; São Paulo: Loyola, 2005. 144p
- Paradoxos Contemporâneos. Rio de Janeiro: E-papers, 2008. 154p
- Manual do Cuidador - Programa de Ativação Cerebral Criativa. Rio de Janeiro: PUC-Rio: Rio de Janeiro, Brasil, 2009
- Programa Sistêmico Integrado Global de Ativação Cerebral Criativa. Rio de Janeiro: E-papers, 2010. 86p